# Apaixonado por Ti Jesus
Apaixonado por Ti Jesus é o quarto álbum ao vivo de David Quinlan, gravado em dezembro de 2005 em Goiânia. Lançado em 2006, o disco trouxe uma marca evidente do pop rock aliado à um rock mais pesado que o encontrado no disco anterior. Foi bem avaliado pela crítica especializada.

## Faixas
| Faixa | Título                       | Compositor | Duração |
| ----- | ---------------------------- | ---------- | ------- |
| 1     | "Derrubando Muralhas"        |            | 4:09    |
| 2     | "Livre pra Ti Adorar"        |            | 7:48    |
| 3     | "Apaixonado por Ti"          |            | 9:34    |
| 4     | "Entre as Nações da Terra"   |            | 7:11    |
| 5     | "Te Adoro"                   |            | 5:34    |
| 6     | "Meu Coração Queima por Ti"  |            | 8:29    |
| 7     | "Não Passes de Mim"          |            | 6:00    |
| 8     | "Quando Olho em Teus Olhos"  |            | 8:04    |
| 9     | "Desperta Oh Som"            |            | 4:03    |
| 10    | "Diante D'Ele"               |            | 6:45    |
| 11    | "Finale - Clamor Espontâneo" |            | 3:45    |